# آدم برکت
آدم برکت (به ترکی استانبولی: Adem Bereket؛ زادهٔ ۱۹ ژوئیهٔ ۱۹۷۳) با نام تولد آدام باراهوئف (به روسی: Адам Барахоев)؛ کشتی‌گیر پیشین و مربی کشتی روسیه‌ای- ترکیه‌ای است. او برندهٔ مدال برنز المپیک ۲۰۰۰ سیدنی، مدال برنز مسابقات قهرمانی کشتی جهان (۱۹۹۹) و مدال نقرهٔ مسابقات قهرمانی کشتی اروپا (۲۰۰۰) است. برکت پس از بازنشستگی به مربیگری در تیم ملی کشتی ترکیه پرداخت.
او ابتدا به عضویت در تیم ملی روسیه درآمد اما از سال ۱۹۹۹، در دستهٔ ۷۶ کیلوگرم کشتی آزاد برای تیم ملی ترکیه در مسابقات بین‌المللی شرکت کرد. 